# Hoplitis daurica
Hoplitis daurica är en biart som först beskrevs av Radoszkowski 1887.  Hoplitis daurica ingår i släktet gnagbin, och familjen buksamlarbin. Inga underarter finns listade i Catalogue of Life.